# إدوارد ليندمان
ادوارد س. ليندمان (مايو 1953 - 13 أبريل 1885) مربي أمريكي ساهم في أعمال رائدة في مجال تعليم الكبار. قدم العديد من المفاهيم الحديثة لتعليم الكبار في كتابه: «معنى تعليم الكبار».

## خلفيّة
ولد ليندمان في سانكلير، ميتشيغان، وكان واحد من عشرة أطفال لآبين مهاجرين من الدنمارك، هما فريدريك وفريدريكا (فون بايبر) ليندمان. تيتم في سن مبكر، فاستطاع اكتساب خبرة من خلال العمل كمنظف اسطبلات، مزارع للزهور، حفار القبور، كعامل في مصنع للطوب، موزع للبقالة بينما كان يتابع تعليمه الرسمي بشكل متقطع. في سن ال 22، حصل على القبول في كلية ولاية ميشيغان مع أن مهارته الأكاديمية في مجالات القراءة والكتابة أقل بكثير من المتوسط. على الرغم من هذا، ألف المقالات، الشعر، وكتب الافتتاحيات، وألف مسرحية من أربعة فصول.

## الحياة المهنية
بعد نهاية الدراسة في الكلية، عمل ليندمان كمربي في بيئات متنوعة مع الشباب والكبار في شيكاغو وجمعية الشبان المسيحية ونوادي 4هـ، كما خدم في لجان مختلفة، وشغل منصب محرر استشاري، وكان رئيس اللجنة الأهلية الأمريكية لاتحاد الحريات لشؤون الحرية الأكاديمية. تجاوزت أعماله موضوع الحدود والضوابط التقليدية، ووصف ليندمان بالعامل الاجتماعي الفيلسوف. في عام 1926، وبعد وقت قصير من انضمامه إلى مدرسة نيويورك للعمل الاجتماعي، نشر عمله المهم حول تعليم الكبار المسمى «معنى تعليم الكبار». بين هذا الإنجاز وتقاعده في عام 1950، نشر ليندمان ما يقرب من 204 مقالة ومراجعات لـ107 كتاب، وألف خمسة كتب و 16 دراسة، و 17 فصل في أعمال أخرى. وقام بتحرير أربعة كتب، وتقاسم تأليف كتاب أحد، والقى ما لا يقل عن 44 محاضرة التي لا يزال بعضها موثق.

## فلسفة التعليم
تأثر يندمان من الناحية الفكرية بثلاث مصادر رئيسية هي: فيلسوف التعليم جون ديوي، الفيلسوف والمربي الدانمركي نيكولاي غروندفتش واللاهوتي والكاتب والفيلسوف رالف والدو إمرسون. كونه صديقا وزميلا له، وقاسم ليندمان مع جون ديوي القلق تجاه العدالة الاجتماعية، والاعتقاد في فرص التعلم والعمل الإنساني، والالتزام العميق بالديمقراطية.
افتراضاته الأساسية حول تعليم الكبار تشمل أن:
- الكبار يملكون دوافع كبيرة تدفعهم للتعلم لأنهم يشعرون بالحاجة لها ويتفهمون فائدتها.
- توجه الكبار للتعلم محورها الحياة.
- التجربة هي أغنى مصدر لتعلم الكبار.
- الكبار لديهم حاجة عميقة للتوجيه الذاتي.
- الفروقات الفردية تزيد بين الناس مع تقدم العمر.

رؤية ليندمان حول التعليم لم تركز على الفصول الدراسية والمناهج الرسمية فقط. بل شملت الاهتمام بإمكانيات التعليم في الحياة اليومية؛ مثل التعليم الغير مهني، والحالات لا الموضوعات، وتجربة الافراد. اوعتقد أن التعليم هي الحياة. الحياة كلها تعلم، وبالتالي لا يمكن للتعليم أن ينتهي. ورأى ليندمان أن نظامنا الأكاديمي هو ترتيب عكسي مع الموضوعات وأن المعلمين يشكلون نقطة الانطلاق وأن الطلاب هم الثانويون. لذا يكون المطلوب من الطالب في التعليم التقليدي هو التكيف مع المناهج المعمول بها؛ أما في تعليم الكبار فيجب بناء المناهج الدراسية حول احتياجات الطلاب واهتماماتهم. من معتقداته: 
- ينبغي أن يكون التعليم متزامن مع الحياة
- وينبغي أن تدور مبادئها حول أفكار غير أكاديمية وغير المهني
- وينبغي أن تبدأ مع حياة المتعلمين
- وينبغي أن ننظر إلى تجربة المتعلم الخاصة وموارده الأكثر قيمة

ومن المثير للاهتمام أن نلاحظ أن ليندمان لم يفصل بين تعليم الكبار مقابل تعليم الشباب، وإنما فرق بين تعليم الكبار مقابل التعليمالتقليدية. وهذا يعني أن الشباب قد يتعلم بشكل أفضل، أيضا، عندما تؤخذ احتياجاتهم ومصالحهم وحالتهم الاجتماعية وتجاربهم ومفاهيم الذاتية، والفروق الفردية بعين الاعتبار. ومما قاله ليندمان «... المتواضعون هم المعلمون الجيدين لتعليم البالغين. نجد، في تعليم الكبار، أن خبرة الطالب توازي معرفة المدرس... من الصعب أحيانا اكتشاف من هو المتعلم أكثر، المعلم أو الطلاب».
في شهادته خلال مأدبة عشاء في عام 1953، وهي السنة الأخيرة من حياة ليندمان، أشاد مالكولم نولز بليندمان ووصفه «بمرجع كبير بالسن الذي يلتجئ اليه شباب منظمة تعليم الكبار باستمرار وبثقة للإلهام والدعم المعنوي والتوجيه الحكيم».

## اقتباسات
- 1925: «تعليم الكبار هو مشروع تعاوني، غير رسمية وغير سلطوي الغرض الرئيسي منه هو اكتشاف معنى التجربة؛ وسعي العقل للحفر إلى أسفل جذور الأفكار المسبقة التي تصوغ سلوكنا؛ مما يجعل تقنية التعلم للبالغين تتزامن مع الحياة، وبالتالي يرفع مستوى المعيشة نفسها إلى مستوى التجربة.» ما هو تعليم الكبار؟
- 1926: «سوف يصبح تعليم الكبار وسيلة تقدم إذا وفقنا بين هدف القصير المدى وهو تحسين الذات مع السياسة التجريبية ولكن الحازمة الطويلة الأجل لتغيير النظام الاجتماعي.» معنى تعليم الكبار
- 1926: «مجموعات صغيرة من البالغين الطموحين الذين يرغبون في الحفاظ على عقولهم جديدة وقوية؛ والذين يتعلمون من خلال مواجهة الحالات ذات الصلة؛ ة الذين يحفرون إلى أسفل خزانات الحقائق الثانوية؛ والذين يقودهم معلمين الذين هم أيضا باحثين عن الحكمة وليس التنبوءات: هذا ما يشكل الإعداد الحديث لتعليم الكبار، الذي هو المعنى الحديث للسعي لمعرفة معنى الحياة». معنى تعليم الكبار
- 1945: ينبغي كل فريق العمل الاجتماعي أن تكون مجموعة تعليم الكبار في نفس الوقت، وأذهب بعيدا في تفسيري إلى حد الاعتقاد بأن جميع فرق تعليم الكبار الناجحة، ت عاجلا أم آجلا، أن تصبح مجموعات للعمل الاجتماعي. «في علم الاجتماع لتعليم الكبار»

## الروابط الخارجية
- إدوارد ليندمان المسيحي
- التعليم غير النظامي: ادوارد ليندمان—نظرة عامة جيدة من فلسفة ليندمان
- جيم أوراق يندمان ادوارد (في جامعة كولومبيا)